# Depeaux Point
Der Depeaux Point (französisch Pointe Depeaux) ist eine Landspitze, die das südliche Ende der Petermann-Insel im Wilhelm-Archipel vor der Graham-Küste des Grahamlands auf der Antarktischen Halbinsel bildet.
Teilnehmer der Vierten Französischen Antarktisexpedition (1903–1905) kartierten die Landspitze als Erste. Der Expeditionsleiter und Polarforscher Jean-Baptiste Charcot benannte sie nach dem französischen Industriellen, Kunstsammler und Philanthropen François Depeaux (1853–1920), der den Bau des Schiffs Pourquoi-Pas ? für Charcots anschließende Forschungsreise (1908–1910) finanzierte. Das UK Antarctic Place-Names Committee übertrug die französische Benennung 1959 ins Englische.